# Kienhaid
Kienhaid (též Načetín I nebo Zadní Načetín, německy Kienheide) je zaniklá vesnice v okrese Chomutov. Nacházela se v těsném sousedství státní hranice s Německem asi 4.5 km západně od Kalku. Stála na pravém břehu hraničního potoka Černá a na levém břehu na ni navazovala německá dosud stojící vesnice Kühnhaide. Až do svého zániku byla samostatnou obcí. Od července 2012 je místo, kde vesnice stávala, součástí přírodní rezervace Prameniště Chomutovky.

## Název
První polovina názvu vesnice Kien- vychází buď z příjmení Kühn (smělý), nebo ze slova Kien (louč, smr, borovice). Slovo haide znamená neobdělanou zemi, vřesoviště, vřes nebo pláň. V historických pramenech se jméno vyskytuje ve tvarech Künheidt (1598), Künheit (1787) nebo Kienhaid (1854).

## Historie
Podle Antonína Profouse pochází první písemná zmínka o Kienhaide z roku 1598, ale podle Zdeny Binterové se vztahuje k saské vesnici. Ta česká nebyla uvedena v berní rule z roku 1654, a je proto pravděpodobné, že vznikla až po třicetileté válce a z počátku ji obývali zejména uhlíři. Práce na poli nebo chov dobytka se vzhledem k vysoké nadmořské výšce a nepříznivému podnebí nevyplácely. Roku 1857 byla jižně a jihovýchodně od vesnice objevena malá ložiska železné rudy.
Většina obyvatel pracovala v lese i na konci devatenáctého století, kdy se ve vsi v malém množství vyráběly dřevěné krabice a dětské pušky. Kromě toho zde Antonín Kaaden provozoval soustružnickou dílnu, kde se vyráběly díly a navijáky vrtných soustav.
V roce 1709 chodily zdejší děti do školy v saské Kühnhaide, později vyučování probíhalo v obytných domech a od roku 1824 ve vsi stála budova jednotřídní školy.
Až do druhé světové války žili ve vsi převážně Němci. Česká správa byla po válce obnovena až 10. prosince 1945, a obyvatelé se pokoušeli přejít hranici do Německa. Po odsunu Němců nebyla Kienhaid dosídlena a koncem čtyřicátých let dvacátého století zanikla. Ve druhé polovině dvacátého století zde ČSAD Praha Klíčov provozovalo rekreační středisko se sjezdovkou na západním úbočí vrchu Čihadlo.

## Obyvatelstvo
Při sčítání lidu v roce 1921 zde žilo 232 obyvatel (z toho 108 mužů), z nichž byl jeden Čechoslovák, 213 Němců a osmnáct cizinců. Kromě 21 evangelíků patřili k římskokatolické církvi. Podle sčítání lidu z roku 1930 měla vesnice 235 obyvatel: 222 Němců a třináct cizinců. S výjimkou jednoho člověka bez vyznání a šestnácti evangelíků se hlásili k římskokatolické církvi.
Kienhaide patřila k římskokatolické farnosti Kalek. Ve vsi stávala kaple, z níž se dochovalo torzo zarůstající lesem.
|           | 1869 | 1880 | 1890 | 1900 | 1910 | 1921 | 1930 | 1950 | 1961 | 1970 | 1980 | 1991 | 2001 | 2011 |
| --------- | ---- | ---- | ---- | ---- | ---- | ---- | ---- | ---- | ---- | ---- | ---- | ---- | ---- | ---- |
| Obyvatelé | 232  | 255  | 277  | 250  | 230  | 232  | 235  | .    | .    | .    | .    | .    | .    | 2    |
| Domy      | 33   | 38   | 42   | 41   | 38   | 36   | 39   | .    | .    | .    | .    | .    | 1    | 1    |

## Obecní správa a politika
Po zrušení poddanství se Kienhaid stala samostatnou obcí v okrese Jirkov. Při sčítání lidu v letech 1869–1880 bývala osadou Kalku, ale od roku 1889 byla opět obcí a při sčítání lidu v roce 1910 patřila do v soudního okresu Hora Svatého Šebestiána. Nejpozději roku 1930 byla sloučena s Načetínem. Starostou obce byl od roku 1889 Antonín Kaaden.
Při volbách do obecních zastupitelstev konaných 22. května 1938 v Kienhaide žilo 116 voličů. Volby však neproběhly, protože kandidátní listinu podala pouze Sudetoněmecká strana, která se tak automaticky stala vítězem voleb.